# Tadeusz Stefaniak (polityk)
Tadeusz Stefaniak (ur. 2 kwietnia 1914 w Gomulinie, zm. ?) – polski rolnik i polityk, poseł na Sejm PRL II, III i IV kadencji.

## Życiorys
Uzyskał wykształcenie średnie, z zawodu rolnik ekonomista. W okresie 1938–1939 pełnił stanowisko inspektora przysposobienia rolniczego w Towarzystwie Organizacji Kółek Rolniczych. Należał do Związku Młodzieży Wiejskiej RP „Wici” i Stronnictwa Ludowego. W czasie okupacji niemieckiej działał w ruchu oporu. Z jego inicjatywy powstały lokalne oddziały Batalionów Chłopskich. Po wyzwoleniu był działaczem „Samopomocy Chłopskiej” i „lubelskiego” SL. Był przewodniczącym Wojewódzkiej Rady Osadnictwa Spółdzielczo-Parcelacyjnego.
Został członkiem Zjednoczonego Stronnictwa Ludowego, w którym pełnił funkcje prezesa Wojewódzkiego Komitetu we Wrocławiu oraz członka Naczelnego Komitetu. W 1957, 1961 i 1965 uzyskiwał mandat posła na Sejm PRL w okręgach Bolesławiec, Jelenia Góra i Wrocław. W II kadencji zasiadał w Komisji Nadzwyczajnej Ziem Zachodnich, a w III i IV w Komisji Handlu Zagranicznego.

## Odznaczenia
- Order Krzyża Grunwaldu III klasy
- Order Sztandaru Pracy II klasy
- Krzyż Kawalerski Orderu Odrodzenia Polski
- Srebrny Krzyż Zasługi
- Krzyż Partyzancki
- Odznaka 1000-lecia Państwa Polskiego[1]